# Callipallene fallax
Callipallene fallax is een zeespin uit de familie Callipallenidae. De soort behoort tot het geslacht Callipallene. Callipallene fallax werd in 1994 voor het eerst wetenschappelijk beschreven door Stock. 